# Ilbling
Ilbling (nordbairisch Üwing) ist ein Gemeindeteil von Kinding im Landkreis Eichstätt. Das Kirchdorf liegt am östlichen Talhang des Altmühltales zwischen Kipfenberg-Kemathen und Kinding, der hier als Schellenberg den Nordabschluss des Altmühltales zum Schwarzachtal hin bildet.

## Allgemeines
Bei Ilbling kreuzt die Schnellfahrstrecke Nürnberg–Ingolstadt das Altmühltal; auf der anderen Talseite, dem Ort gegenüber, führt die Autobahn A9 über den Kindinger Berg hinauf auf die Fränkische Alb. Von der Talstraße Kipfenberg-Kinding, der Staatsstraße 2230, führt eine Sackstraße über eine Altmühlbrücke von 1991 in den Ort. Alljährlich bewegt sich eine größere Zahl von Fahrradtouristen durch den Ort, da durch ihn der Altmühltalradweg führt. 1983 hatte der landwirtschaftlich orientierte Ort 85 Einwohner, 2021 waren es 98.

## Geschichte
Zwischen Ilbling und Kinding wurde 1996 im Zusammenhang mit dem Bau der ICE-Schnellfahrstrecke ein Skelettfund in Hockstellung aus der jungsteinzeitlichen Schnurkeramikepoche (ca. 2500 Jahre v. Chr.) und ein Grabfund aus der nachfolgenden Glockenbecherkultur gemacht. Eine Siedlung der Urnenfelderzeit ist nachgewiesen, ein Grabhügelfeld der Hallstattzeit wurde 1995–1998 ergraben. In einer Sandgrube von Ilbling wurde mittelkaiserzeitliche römische Keramik gefunden.

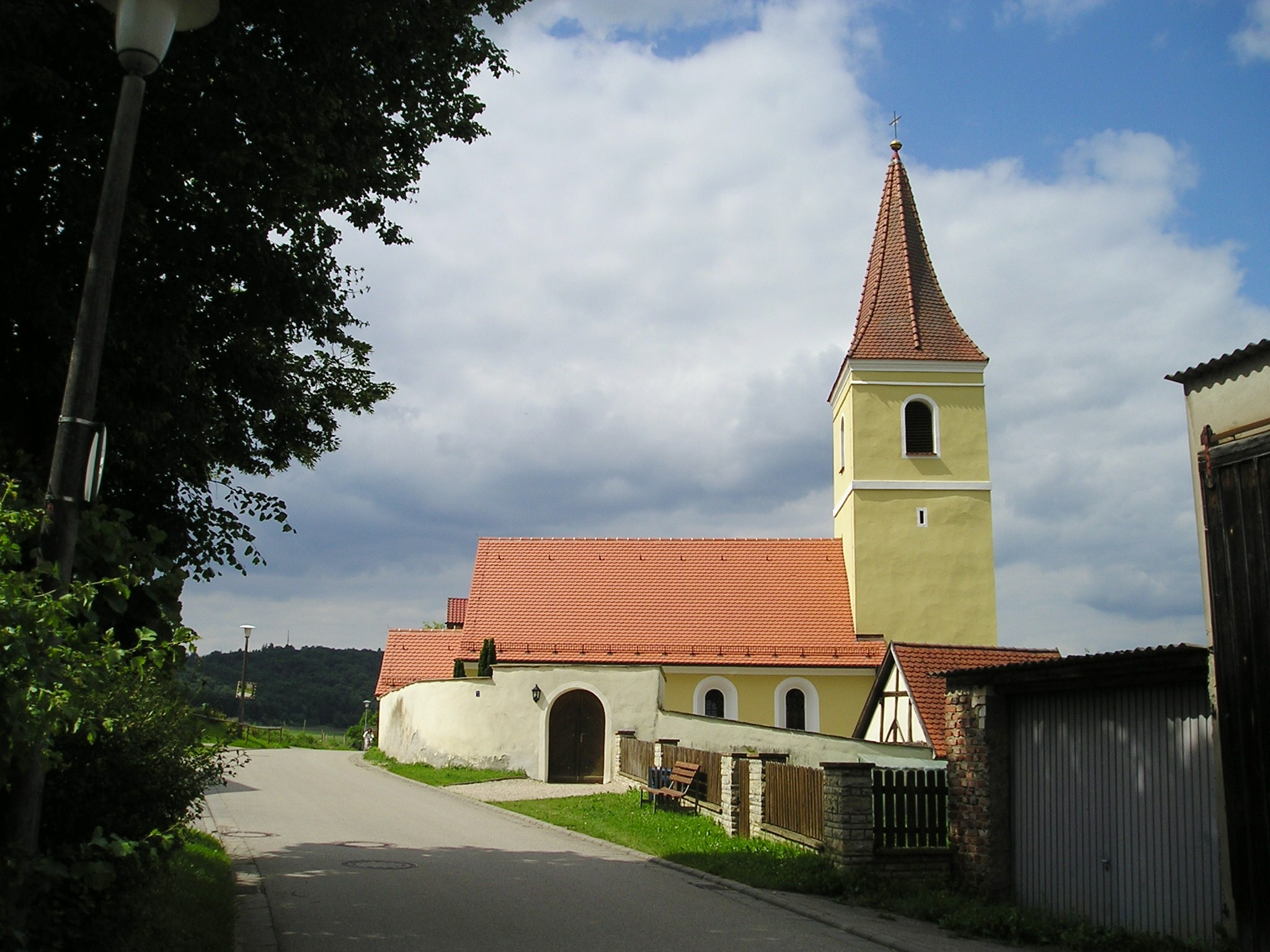
Kirche von Ilbling

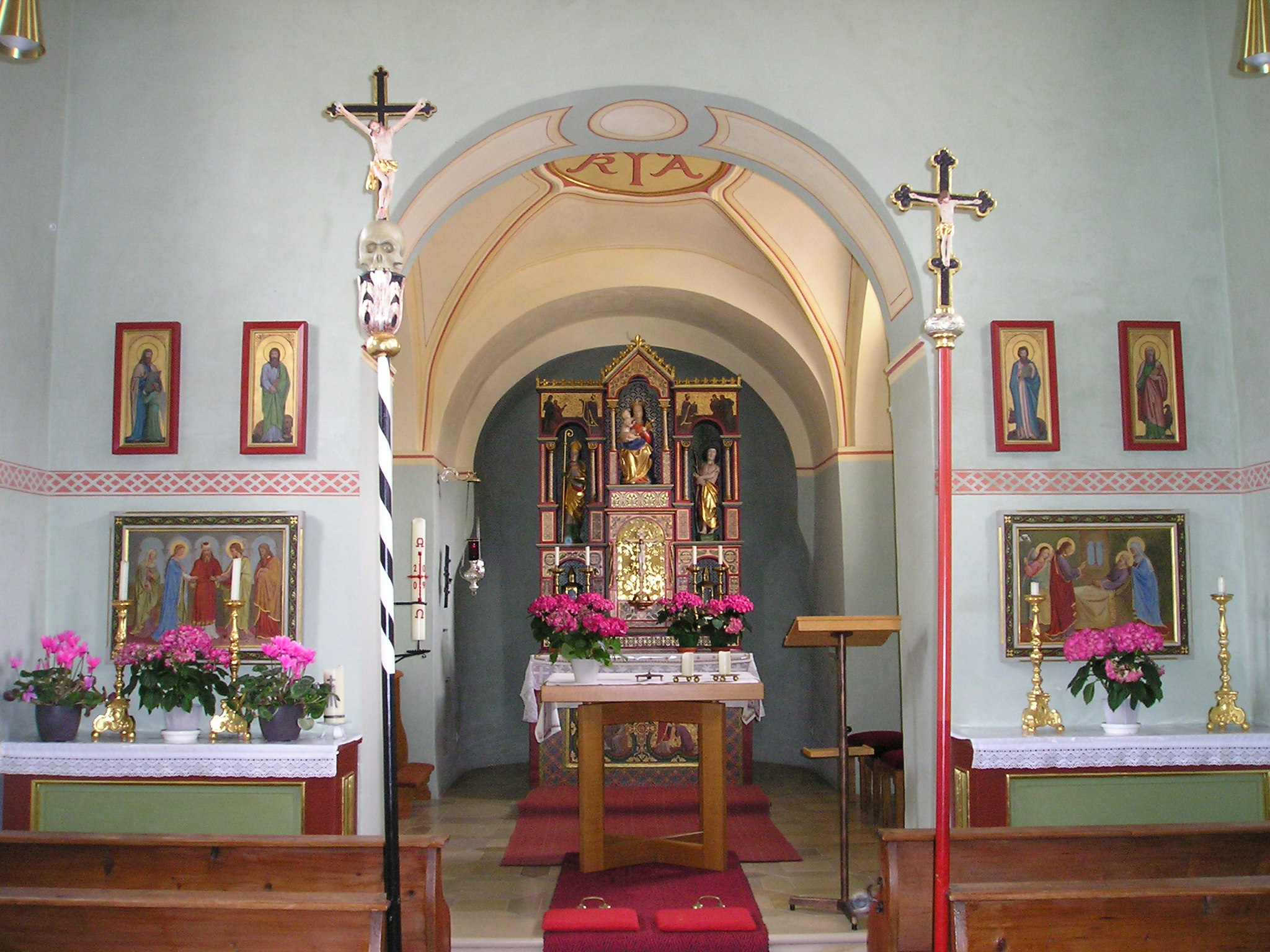
Inneres der Kirche von Ilbling

Der Ort war bereits christianisiert, als der angelsächsische Mönch Willibald im 8. Jahrhundert als Missionar in die Gegend kam. 1129 bis 1221 ist ein Ortsadel erwähnt, der in Ministerialdiensten von Eichstätt und Arnsberg stand und auf dem – nicht lokalisierten – Willenstein saß. Im Mittelalter war Ilbling eine selbständige Pfarrei. Von 1898 bis 1960 (bis 1930 in Schmalspurbetrieb) hatte das Dorf Bahnanschluss (Haltplatztafel) an die dann aufgelöste Altmühltalbahn.
Ilbling war ein Gemeindeteil von Enkering; die Gemeinde wurde am 1. April 1971 in den Markt Kinding eingegliedert.

## Baudenkmäler
- Die Dorfkirche Hl. Briccius, Filialkirche von Enkering, stammt aus dem 12. Jahrhundert. In der Barockzeit vergrößerte man bis auf das romanische Chorfenster alle Fenster und gab dem Turm sein oberstes Stockwerk mit dem heutigen Abschluss, einem Ziegelhelm. Das dreiachsige, flachgedeckte Langhaus wurde 1884/85 um eine Achse mit Orgelempore verlängert. Hierbei wurde die Stuckdecke von 1748  durch eine Flachdecke ersetzt und die Kirche von dem Nazarener-Künstler und Pfarrer von Enkering Sebastian Mutzl ausgemalt. An Kunstwerken sind in der Kirche drei spätgotische Holzplastiken vorhanden. Eine Holzfigur des hl. Briccius aus dem frühen 14. Jahrhundert ist im 19. Jahrhundert aus der Ilblinger Kirche in das Diözesanmuseum Eichstätt gelangt. 1920 wurde eine Bittner-Orgel eingebaut. Der spätmittelalterliche Karner mit Fachwerkgiebel wird heute als Leichenhaus genutzt. Das Gotteshaus wurde 2008 gründlich renoviert (siehe ).
- Im Ort sind noch einige Fachwerkbauten vorhanden.

## Sonstiges
- In Ilbling gibt es um den 24. Juni herum mit dem „Tanzbär-Laufen“ eines mit Stroh umwickelten Burschen einen alten, noch heute gepflegten Brauch.
- Von Ilbling aus kann man den Archäologischen Lehrpfad auf den Schellenberg begehen.